# Гарри (озеро)
Гарри (англ. Garry Lake) — озеро на территории Нунавут в Канаде.

## География
Расположено в южной части территории. Одно из больших озёр Канады — площадь водной поверхности 916 км², общая площадь — 976 км², девятое по величине озеро территории Нунавут. Высота над уровнем моря 148 метров. Озеро является частью водного пути реки Бак и расположено сразу же за озером Пелли. Разделено на три части — Аппер-Гарри, Гарри и Лоу-Гарри, причём уровни воды в каждой части различны.

## Фауна
Гарри, как и соседнее озеро Пелли, является местом гнездовки канадской казарки (канадского гуся) — примерно 21 тысяча этих птиц прилетает сюда в середине июня и улетает на зимовку в конце августа. Помимо канадской казарки, на озере гнездится также примерно 5 тысяч белых гусей.
В 1981 году на северном берегу озера обнаружена урановая руда, предварительное обследование 2007—2008 годов показало, что это месторождение потенциально богато.
Джордж Бак, обследовавший одноимённую реку в 1834 году, назвал озеро в честь Николаса Гарри, заместителя губернатора Компании Гудзонова залива.